# رحیم قمیشی
رحیم قمیشی (یا رحیم قُمِشی)، (متولد ۱۳۴۳، شهرستان اهواز)، منتقد و تحلیلگر جنگ، رزمنده سابق در جنگ ایران و عراق و بازنشسته سپاه پاسداران انقلاب اسلامی است. او از سال ۱۳۶۵ تا ۱۳۶۹ در اسارت ارتش صدام بود.

## زندگی‌نامه
رحیم قمیشی در سال ۱۳۴۳ از پدر و مادری شوشتری در شهرستان اهواز به دنیا آمد. رحیم، برادر کوچکتر مهدی قمشی است.
وی در آغاز جنگ ایران و عراق به شکل داوطلب به بسیج پیوست و مدتی بعد عضو رسمی سپاه اهواز شد. او در عملیات‌های مختلف از جمله طریق‌القدس، فتح‌المبین، رمضان، والفجر مقدماتی، خیبر، بدر و کربلای چهار حضور داشت و در چهارم دی سال ۱۳۶۵ و در آغاز عملیات کربلای ۴ به اسارت ارتش صدام حسین درآمد و ۴ سال از عمر خود را در اسارت سپری کرد. او قبل از اسارت معاون گردان کربلا از تیپ یک لشکر ۷ ولی‌عصر بود. 
وی پس از جنگ در رشته علوم سیاسی تحصیل کرد و مدرک دکترای خود را در این رشته از دانشگاهی در کشور هند دریافت کرد.

## فراخوان تجمع برای رفع حصر و بازداشت
در تاریخ ۲۴ بهمن ۱۴۰۳، رحیم قمیشی توسط هفت نیروی امنیتی در منزلش در تهران بازداشت شد. وی پیش‌تر برای روز ۲۵ بهمن، فراخوانی جهت برگزاری تجمع اعتراضی مسالمت‌آمیز مقابل دانشگاه تهران به منظور اعتراض به حصر خانگی میرحسین موسوی، زهرا رهنورد و مهدی کروبی منتشر کرده بود. این تجمع قرار بود به‌صورت سکوت برگزار شود و از اهداف آن درخواست رفع حصر رهبران جنبش سبز و آزادی دیگر زندانیان سیاسی بود.

## نظرات
رحیم قمیشی در طول چند سال نظرات خود را در قالب چند صد دلنوشته منتشر کرده است. دکتر عباس امام استاد ادبیات دانشگاه شهید چمران اهواز در تابستان ۱۳۹۹ این نوشته‌ها را از لحاظ ادبی ستود و آنها را ارزشمند دانست و رحیم قمیشی را همچنان بسیجی و همچنان رزمنده نامید. 

رحیم قمیشی در سال ۱۳۹۹ قاسم سلیمانی را ستوده بود و نوشته بود: «من سرباز قاسم سلیمانی را دوست دارم.»
وی در پاییز ۱۳۹۹ در یادداشتی وضعیت ایران را همان مسیر عراقِ زمان صدام حسین دانست. وی از جمله نوشت:
«صدام اعدام شد، هنوز هم طرفدارانی دارد، اما او سال‌ها قبل از سقوط و دستگیری و اعدام مُرده بود. او از درک تغییرات در جهان، او از درک اهمیت همراه داشتن مردم، او از درک عدالت، مدت‌ها بود دور افتاده بود و تنها دلخوشی‌اش به‌به و چه‌چه‌های اطرافیان معدودش بود.» 

وی همچنین در واکنش به ویدئوی ضرب و شتم یک معترض در نازی آباد تهران در خیزش ۱۴۰۱ ایران نوشت:
«من شهادت می‌دهم در طول مدت اسارتم در عراق یک بار هم چنین کتک نخوردم، نه خودم نه هیچیک از دوستانم.
من شهادت می‌دهم هیچ نسبتی با نظامی که این رفتار در آن اتفاق افتاده، ندارم.
من از اینکه روزی گفتم جانی‌تر از صدام  نیست پشیمانم، او با ما چنین نکرد!
شما مُردید
هفته‌هاست مُرده‌اید
دیگر زنده شدن‌تان ممکن نیست…» 